# 딥 스로트 (워터게이트 사건)

딥 스로트(Deep Throat)는 워터게이트 스캔들에 닉슨 대통령이 직접적으로 연관되었음을 알려준 정보원의 별명이다. 워싱턴 포스트의 기자 밥 우드워드와 칼 번스타인은 딥 스로트의 도움을 받아 닉슨 행정부의 치부를 폭로하는 여러 편의 기사를 썼다. 닉슨 대통령은 결국 이것 때문에 사임했다. 2005년에 전 FBI 부국장이었던 마크 펠트가 자신이 딥 스로트임을 공식 확인했다.
워싱턴 포스트의 편집이사이던 하워드 시몬스가 비밀 정보원에게 '딥 스로트'라는 이름을 붙였는데, 이것은 당시에 매우 인기있던 같은 제목의 포르노 영화에서 따온 것이다. 이 용어는 이후에도 많이 유명해져서, '익명의 제보자', '내부고발자'라는 뜻의 보통명사처럼 사용되었다.
딥 스로트가 누구였는지는 지난 30여년간 미국 정치계 및 언론계 최대의 수수께끼였으며 갖가지 추측이 난무했다. 우드워드와 번스타인은 딥 스로트가 죽기 전에는 그가 누구인지 밝히지 않겠다고 주장해왔으나, 2005년 5월 31일 당시 91세였던 마크 펠트가 미국의 월간지 《배니티 페어》와 인터뷰에서 자신이 딥 스로트임을 밝혔다. 우드워드와 번스타인, 그리고 당시 편집국장이던 밴 브래들리는 그가 딥 스로트라는 것을 확인해 주었다.